# X-tra Naked
X-tra Naked é um álbum de estúdio lançado por Shabba Ranks em 1992, vencedor do prémio para o melhor álbum de reggae nos GRAMMY Awards de 1993.

## Faixas
1. Ting-A-Ling
2. Slow and Sexy
3. Will Power
4. Muscle Grip
5. Rude Boy
6. Cocky Rim
7. What'cha Gonna Do? (com Queen Latifah)
8. Bedroom Bully
9. Another One Program
10. Ready-Ready, Goody-Goody
11. Two Breddens (com Chubb Rock)
12. 5-F Man